# Repubblica Centrafricana ai Giochi della XXXII Olimpiade
La Repubblica Centrafricana ha partecipato ai Giochi della XXXII Olimpiade, che si sono svolte a Tokyo, Giappone, dal 23 luglio all'8 agosto 2021 (inizialmente previsti dal 24 luglio al 9 agosto 2020 ma posticipati per la pandemia di COVID-19) con due atleti, un uomo e una donna.
Si è trattato dell'undicesima partecipazione di questo paese ai Giochi estivi.

## Delegazione
| Sport            | Uomini | Donne | Totale |
| ---------------- | ------ | ----- | ------ |
| Atletica leggera | 1      | 0     | 1      |
| Nuoto            | 0      | 1     | 1      |
| Totale           | 1      | 1     | 2      |

## Risultati

### Atletica leggera
Maschile
Eventi su pista e strada
| Atleta         | Evento      | Batteria  | Batteria  | Semifinale      | Semifinale      | Finale          | Finale          |                 |
| Atleta         | Evento      | Risultato | Posizione | Risultato       | Posizione       | Risultato       | Posizione       |                 |
| -------------- | ----------- | --------- | --------- | --------------- | --------------- | --------------- | --------------- | --------------- |
| Francky Mbotto | 800 m piani | 1'48"26   | 8º        | non qualificato | non qualificato | non qualificato | non qualificato | non qualificato |

### Nuoto
| Atleta          | Gara                        | Batterie | Batterie | Semifinali      | Semifinali      | Finale          | Finale          |
| Atleta          | Gara                        | Tempo    | Pos.     | Tempo           | Pos.            | Tempo           | Pos.            |
| --------------- | --------------------------- | -------- | -------- | --------------- | --------------- | --------------- | --------------- |
| Chloe Sauvourel | 50 m stile libero femminili | 32"18    | 75ª      | non qualificato | non qualificato | non qualificato | non qualificato |